# Aeroflot-Flug 411 (1961)
Am 8. Juli 1961 verunglückte eine Iljuschin Il-14 auf dem Aeroflot-Flug 411 auf dem zweiten Abschnitt des innersowjetischen Linienflugs Aeroflot-Flug 411, von Kiew über Kasan nach Swerdlowsk, wobei 9 der 26 Insassen starben.

## Flugzeug und Besatzung
Das Flugzeug war eine Iljuschin Il-14P (Luftfahrzeugkennzeichen: CCCP-41848, Werknummer: 6341706), die ab dem Juli 1956 bis zum Unfall 9.100 Flugstunden absolviert hatte. 
Die Besatzung bestand aus Flugkapitän Wiktor Nikolajewitsch Wislobodow, dem Ersten Offizier Nikolai Iwanowitsch Kriwentschenko, dem Navigator Pawel Wasiljewitsch Pucha, dem Funker Juri Georgiwitsch Korostyljew und der Flugbegleiterin Galina Iwanowa Rafalskaja.

## Verlauf
Um 8:25 Uhr Moskauer Zeit startete die Il-14 in Richtung Kasan. Nach einem Tankstopp hob sie wieder um 16:32 Uhr ab und stieg auf 1800 m. Laut Wettervorhersage sollte es auf der Flugstrecke auf 1000–1500 m Höhe regnen mit möglichen Gewittern. Die Sichtweite sollte 10 km betragen und ein nördlicher Wind (350°) mit 25–30 km/h wehen. 
Der Einflug in den Luftraum von Swerdlowsk erfolgte auf 1.200 m im Sichtflug. Nach dem Überflug von Janaul meldeten die Piloten eine Flughöhe von 1200 m und eine geplante Ankunftszeit von 19:20 Uhr. Um 18:42 Uhr meldeten sie den Überflug von Krasnoufimsk und korrigierten 3 Minuten später ihre Ankunftszeit auf 19:32 Uhr. Um 18:51 Uhr erfolgte der letzte Radarkontakt.
Um 8:00 Uhr des nächsten Morgens wurde das verbrannte Wrack 120 km westlich vom Flughafen Swerdlowsk gefunden. Die gesamte Besatzung sowie 4 Passagiere, darunter ein Kind, waren ums Leben gekommen. Alle Überlebenden wurden mit zahlreichen Verletzungen in umliegende Krankenhäuser eingeliefert.

## Ursache
Die Il-14 hob mit nur 1104 kg Treibstoff ab, weil in Kasan 550 kg zu wenig getankt wurde. Wie dieser Fehler zustande kam, konnte nicht vollständig geklärt werden, da die Besatzung ums Leben kam. Es zeigte sich jedoch, dass die Piloten den niedrigen Treibstoffstand nach dem Überflug von Krasnoufimsk bemerkten, da sie den Triebwerksschub für einen geringeren Verbrauch drosselten und eine auf von 232 km/h verringerte Geschwindigkeit mit entsprechend korrigierter Ankunftszeit meldeten. Als schließlich der Treibstoff ausging und die Triebwerke ausfielen, fiel die Geschwindigkeit, bis die Il-14 um 19:00 Uhr auf südöstlichem Kurs (120°) Bäume streifte und aufschlug.
Für verantwortlich erklärt wurden:
- Kapitän Wislobodow, der mit zu wenig Treibstoff abhob,
- Kopilot Kriwentschenko, der, ohne einen Flugingenieur an Bord, für die Betankung verantwortlich war,
- Navigator Pucha, der den Treibstoffstand unzureichend überwachte.